# Ascogrammitis david-smithii
Ascogrammitis david-smithii är en stensöteväxtart som först beskrevs av Robert G. Stolze, och fick sitt nu gällande namn av Michael Sundue. Ascogrammitis david-smithii ingår i släktet Ascogrammitis och familjen Polypodiaceae. Inga underarter finns listade.